# Roque del Oeste
El Roque de l'Oeste o Roque del Infierno és un dels illots de l'arxipèlag Chinijo, en l'oceà Atlàntic, al nord de Lanzarote. Políticament pertany al municipi de Teguise, a la província de Las Palmas, illes Canàries (Espanya). Forma part del Parc Natural de l'arxipèlag Chinijo i de la Reserva Integral dels Illots. Té una superfície de 15.765 m2, una largada de 255 metres i una altura màxima de 41 metres.